# 스탠리 매슈스
스탠리 매튜스 경(영어: Sir Stanley Matthews, CBE, 1915년 2월 1일 ~ 2000년 2월 23일)은 영국의 축구 선수로, 포지션은 아웃사이드 라이트였다. 영국 역사상 최고의 선수 중 한 명으로 언급되는 그는 현역임에도 기사작위를 받은 인물이다.
"드리블의 마법사"라는 별명을 가지고 있었으며 수비수와 1대1 상황에서 전방으로 돌파하는 능력이 뛰어났다. 또한 크로스 능력도 뛰어나 수없이 많은 득점 기회를 만들었다. 19세였던 1934년 9월 웨일스와의 경기에서 잉글랜드 대표팀 데뷔전을 치렀으며 국가대표팀에서 통산 54경기에 출전하여 11골을 기록하였다. 42세였던 1957년 5월 덴마크와의 경기를 마지막으로 대표팀을 은퇴하였다.
제2차 세계 대전 시기에는 영국 공군 소속으로 블랙풀에 배치되어 선수 생활을 이어간다. 1947년에 당시에는 큰 액수였던 11,500 파운드로 블랙풀 FC로 이적한다. 1953년 웸블리에서 열린 FA컵 결승전에서 매슈스는 경기 종료 20분을 남겨놓은 상황에서 볼턴 원더러스에 1-3으로 지고 있던 블랙풀 소속으로 경기에 출전했고, 환상적인 윙플레이로 블랙풀의 승리를 도와 4-3으로 이겨 우승을 하게 된다. 그의 맹활약으로 당시 해트트릭을 기록한 스탠 모텐센(Stan Mortensen)을 제치고 "매슈스의 결승전"이라는 평을 듣게 되고, 1956년에 초대 발롱도르 수상자가 되었다.
1961년 10월 매슈스는 440경기 18득점의 기록을 세웠던 블랙풀을 떠나 스토크 시티로 돌아왔다. 그는 과거 2부 리그(현 챔피언십) 우승의 견인차 역항을 했고, 1부 리그로 승급한 뒤 두 번째 올해의 선수상을 받았다.
그의 마지막 경기가 된 풀럼 FC 전은 50세 생일이 지난 지 며칠 안 된 1965년 2월에 치러졌다. 사실 부상 때문에 12개월 동안 경기에 출전하지 못했던 매슈스였지만 다른 선수들의 부상으로 인해 출전이 결정됐다. 3-1로 승리한 이 경기를 통해 매슈스는 1부 리그 경기에 출전한 최고령 선수라는 기록을 세웠다.

## 수상

### 선수
- 세컨드 디비전 : 1932/33, 1962/63
- FA컵 : 1952/53
- 풋볼리그 워 컵 : 1942/43
- 글래스코 차리티 컵 : 1940/41
- 스태포드셔 시니어 컵 : 1933/34
- 브리티시 홈 챔피언십 : 1935, 1938, 1939, 1947, 1948, 1954, 1955, 1956, 1957

### 감독
- FA 트로피 : 1970/71
- 인디펜던스 컵 : 1970/71
- 몰타 컵 : 1970/71

### 개인
- 발롱도르 : 1956
- FWA 올해의 선수 : 1948, 1963
- FWA 공로상 : 1995
- PFA 세기의 팀 : 2007
- PFA 공로상 : 1987
- 풋볼리그 레전드 100인 : 1998
- 잉글랜드 축구 명예의 전당 : 2002
- 대영제국 훈장 CBE (3등급) : 1957[3]
- 대영제국 기사작위 : 1965[4]